# لولو (آلبوم)
لِولِو (به انگلیسی: Lulu) آلبوم مشترک لو رید با اعضای گروه هوی متال متالیکا است که سال ۲۰۱۱ منتشر شد. آلبوم به‌لحاظ مفهومی برگرفته از نمایشنامه‌های لولوی فرانک ودکیند و مشتمل بر قطعاتی از گروه متالیکاست که کلام لورید (که خود او سروده) آن‌ها را همراهی می‌کند.
پس از انتشار، لولو نقدهای متضادی دریافت کرد و واکنش بسیار منفی بسیاری از طرفداران و چندین منتقد برجسته را به همراه داشت. تا مه ۲۰۲۵، این آلبوم ۲۸۰٬۰۰۰ نسخه در سراسر جهان فروخته است.
در مراسم معرفی پس از مرگ لو رید به تالار مشاهیر راک اند رول در سال ۲۰۱۵، لوری اندرسون، همسر او، اعلام کرد که دیوید بویی آلبوم لولو را «برترین اثر لو» نامیده بود. سپس جیمز مورفی از گروه ال‌سی‌دی ساوندسیستم نیز گفت که بویی به او گفته بود: «لولو شامل برخی از بهترین نوشته‌های لو رید است. مردم خیلی سریع قضاوت می‌کنند و اصلاً گوش نمی‌دهند.»

## توضیحات
وقتی که کرک همت گیتاریست متالیکا در گفتگو با مجله رولینگ استون در مورد پروژه ضبط بعدی متالیکا گفت که «حتی مطمئن نیست این پروژه ضبط مال متالیکا باشد». خیلی‌ها آن را به حساب محافظه کاری‌های همیشگی اعضای متالیکا در بروز اخبار مربوط به خودشان دانستند، ولی با انتشار خبر غافلگیرکننده ضبط مشترک متالیکا با لو رید، عضو سابق گروه ولوت آندرگراوند و یکی ازآهنگسازهای شناخته شده راک، دوباره نگاه‌ها معطوف به متالیکا شده است.
متالیکا و رید یک آلبوم مشترک با نام لولو با ۱۰ قطعه برای این آلبوم در طی یک هفته همکاری در کنار یکدیگر ضبط کرده‌اند، ولی این درحالی است که وبسایت رسمی متالیکا متذکر شده بود که کار ساخت و آهنگسازی این آلبوم از ماه‌ها پیش به همراه رید شروع شده بود. کار از ابتدا تا به اتمام رسیدن آن در استودیو "HQ" واقع در سانفرانسیسکو بوده است.

## فهرست آهنگ‌ها

### دیسک اول
| شماره | نام                | مدت   |
| ----- | ------------------ | ----- |
| ۱.    | «Brandenburg Gate» | ۴:۱۹  |
| ۲.    | «The View»         | ۵:۱۷  |
| ۳.    | «Pumping Blood»    | ۷:۲۴  |
| ۴.    | «Mistress Dread»   | ۶:۵۱  |
| ۵.    | «Iced Honey»       | ۴:۳۶  |
| ۶.    | «Cheat on Me»      | ۱۱:۲۶ |

### دیسک دوم
| شماره | نام           | مدت   |
| ----- | ------------- | ----- |
| ۱.    | «Frustration» | ۸:۳۴  |
| ۲.    | «Little Dog»  | ۸:۰۱  |
| ۳.    | «Dragon»      | ۱۱:۰۸ |
| ۴.    | «Junior Dad»  | ۱۹:۲۹ |

## پدیدآورندگان

### گروه
- جیمز هتفیلد – ریتم گیتار، آواز
- کرک همت – لید گیتار
- لو رید – گیتار، آواز
- رابرت تروجیلو – بیس گیتار
- لارس اولریک – درامز، پرکاشن